# Perlen des Lebens

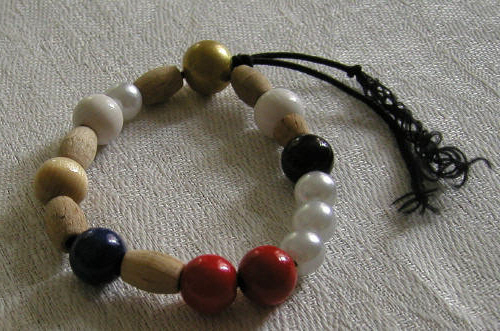
Perlen des Glaubens

Die Perlen des Lebens, auch Perlen des Glaubens genannt, sind ein Perlenband, das 1995 von Martin Lönnebo, einem Bischof der Evangelisch-Lutherischen Kirche in Schweden, entwickelt wurde.

## Entstehung und Verbreitung
Bischof Lönnebo saß 1995 wegen eines Sturms mehrere Tage auf einer griechischen Insel fest. Als er dort griechische Fischer mit ihren Kombologia sah, kam ihm die Idee zu den Perlen des Lebens (schwedisch: Livets Pärlor). Zunächst entwarf er auf Papier einen Rettungsring aus Perlen (daher der schwedische Name Frälsarkransen), wobei er jeder Perle eine Bedeutung zuteilte. Nach seiner Rückkehr nach Schweden stellte er nach diesem Entwurf ein Perlenband her und benutzte es zum Beten. Schnell verbreitete sich seine Erfindung in Schweden.
Nach Deutschland gelangten die Perlen zunächst als „Perlen des Glaubens“ durch die Spiritualin Kirstin Faupel-Drevs und fanden nach dem Ökumenischen Kirchentag in Berlin im Mai 2003 auf Betreiben des Amtes für Öffentlichkeitsdienst (AfÖ) der Nordelbischen Evangelisch-Lutherischen Kirche eine weitere Verbreitung im deutschsprachigen Raum. Im Jahr 2006 erschien im Gütersloher Verlagshaus als deutsche Übersetzung der schwedischen Originalausgabe Livets Pärlor das Buch Perlen des Lebens von Carolina Welin und Carolina Johansson, nachdem sich international neben dem Begriff Frälsarkransen („Heilandskranz“) die Bezeichnung Livets Pärlor bzw. Pearls of Life/Perlen des Lebens für den Gebetskranz von Martin Lönnebo immer mehr durchgesetzt hatte.
Seit 2011 gibt es die Möglichkeit, sich in Form einer App von den Perlen des Lebens begleiten zu lassen. Zum Umgang mit den Perlenkränzen werden verschiedene spirituelle Kurse vor allem von Evangelischen Akademien, Tagungs- und Einkehrhäusern angeboten.

## Perlen
Bei der aus 18 Perlen bestehenden Kette hat jede Perle eine Bedeutung, steht für eine Lebensfrage, einen Gedanken oder ein Gebet. Verbindliche feste Gebetsformulierungen gibt es nicht. Martin Lönnebo hat jedoch ein Buch mit verschiedenen Gebetsvorschlägen verfasst. Bei jeder Perle wird zum entsprechenden Thema eine Meditation gehalten oder ein Gebet gesprochen.

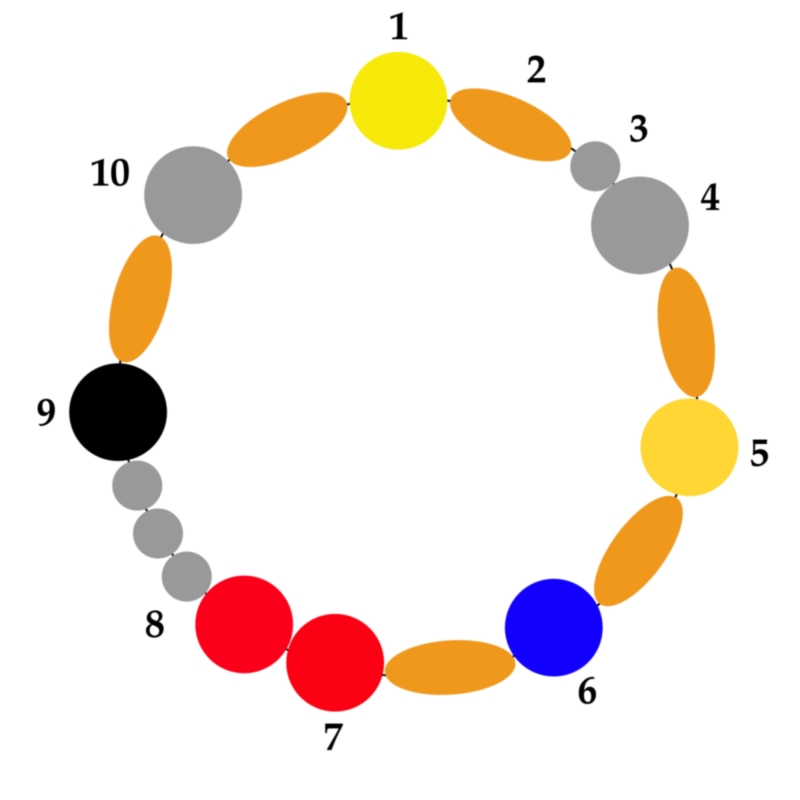
Schematische Darstellung der Perlen des Glaubens:
1. Gottesperle
2. Perlen der Stille
3. Ich-Perle
4. Taufperle
5. Wüstenperle
6. Perle der Gelassenheit
7. Perlen der Liebe
8. Geheimnisperlen
9. Perle der Nacht
10. Perle der Auferstehung

Die Reihenfolge der Perlen des Glaubens, im Uhrzeigersinn, beginnend bei der großen goldenen Perle, lautet:
- Gottesperle
- Perle der Stille
- Ich-Perle
- Taufperle
- Perle der Stille
- Wüstenperle
- Perle der Stille
- Perle der Gelassenheit
- Perle der Stille
- Zwei Perlen der Liebe
- Drei Geheimnisperlen
- Perle der Nacht
- Perle der Stille
- Perle der Auferstehung
- Perle der Stille

In dieser Reihenfolge sind die Perlen auch Sinnbild für den Lebensweg. Sie stellen auch einen Katechismus dar.